# Anastomus oscitans
L'anastomo asiatico (Anastomus oscitans, Boddart 1783) è un uccello della famiglia dei Ciconiidae dell'ordine dei Ciconiiformi.

## Sistematica
Anastomus oscitans non ha sottospecie, è monotipico.

## Distribuzione e habitat
È una specie stanziale che vive nelle regioni tropicali dell'Asia meridionale, da India e Sri Lanka al Sud-est asiatico.

## Descrizione
Con una lunghezza di soli 68 cm, è una delle cicogne più piccole. Nella stagione degli amori gli esemplari adulti sono completamente bianchi, tranne le copritrici nere, le zampe rosse e il becco grigio-giallastro. Come indica il nome (Anastomus significa infatti «becco aperto»), i rami del becco non si toccano mai, tranne che all'estremità. Al di fuori del periodo riproduttivo le piume bianche divengono bianco sporco. I giovani hanno un piumaggio dai toni marroncini.

## Biologia
L'anastomo asiatico plana sfruttando le correnti termiche di aria calda. Come tutte le cicogne, vola tenendo il collo disteso. Nidifica nelle aree paludose, costruendo nidi sulla cima degli alberi dove verranno deposte 2-6 uova.
Va alla ricerca del cibo sul suolo, catturando molluschi, rane e grossi insetti.